# Фурт (Доња Баварска)
Фурт (њем. Furth) општина је у њемачкој савезној држави Баварска. Једно је од 35 општинских средишта округа Ландсхут. Према процјени из 2010. у општини је живјело 3.299 становника. Посједује регионалну шифру (AGS) 9274132.

## Географски и демографски подаци
Фурт се налази у савезној држави Баварска у округу Ландсхут. Општина се налази на надморској висини од 429 метара. Површина општине износи 21,0 km². У самом мјесту је, према процјени из 2010. године, живјело 3.299 становника. Просјечна густина становништва износи 157 становника/km².